# كلاماث فالز
كلاماث فالز، أوريغون هي مدينة ومركز مقاطعة كلاماث في ولاية أوريغون الأمريكية

## التركيبة السكانية
حدّد مكتب تعداد الولايات المتحدة بيانات التركيبة السكانية لكلاماث فالز في تعداد الولايات المتحدة. في ما يلي، التركيبة السكانية حسب تعدادي 2000 و2010.

### تعداد عام 2000
بلغ عدد سكان كلاماث فالز 19,462 نسمة بحسب تعداد عام 2000، وبلغ عدد الأسر 7,916 أسرة وعدد العائلات 4,670 عائلة مقيمة في المدينة. في حين سجلت الكثافة السكانية 359.8 نسمة لكل كيلومتر مربع (931.9/ميل2). وبلغ عدد الوحدات السكنية 8,722 وحدة بمتوسط كثافة قدره 161.2 لكل كيلومتر مربع (417.5/ميل2).
وتوزع التركيب العرقي للمدينة بنسبة 85.12% من البيض و1.02% من الأمريكيين الأفارقة و4.44% من الأمريكيين الأصليين و1.32% من الأمريكيين ذوي الأصول الآسيوية و0.13% من سكان جزر المحيط الهادئ و4.15% من الأعراق الأخرى و3.83% من عرقين مختلطين أو أكثر و9.32% من الهسبانيون أو اللاتينيون من أي عرق.
بلغ عدد الأسر 7,916 أسرة كانت نسبة 32.6% منها لديها أطفال تحت سن الثامنة عشر تعيش معهم، وبلغت نسبة الأزواج القاطنين مع بعضهم البعض 42.2% من أصل المجموع الكلي للأسر، ونسبة 11.7% من الأسر كان لديها معيلات من الإناث دون وجود شريك،  بينما كانت نسبة 5.1% من الأسر لديها معيلون من الذكور دون وجود شريكة وكانت نسبة 41% من غير العائلات. تألفت نسبة 32.4% من أصل جميع الأسر من عدة أفراد يعيشون في نفس المنزل ونسبة 11.9% كانت تتألف من شخص يعيش بمفرده يبلغ من العمر 65 عاماً أو أكثر. وبلغ متوسط حجم الأسرة المعيشية 2.36، أما متوسط حجم العائلات فبلغ 2.99.
بلغ العمر الوسطي للسكان 33.4 عاماً. وكانت نسبة 25.3% من القاطنين تحت سن الثامنة عشر، وكانت نسبة 11% بين الثامنة عشر والرابعة والعشرين عاماً، ونسبة 26.6% كانت واقعةً في الفئة العمرية ما بين الخامسة والعشرين والرابعة والأربعين عاماً، ونسبة 21.1% كانت ما بين الخامسة والأربعين والرابعة والستين، ونسبة 12.1% كانت ضمن فئة الخامسة والستين عاماً فما فوق. يوجد لكل 100 أنثى 99.0 ذكر، ويوجد لكل 100 أنثى في الثامنة عشر من عمرها فما فوق 96.3 ذكر.
بلغ متوسط دخل الأسرة في المدينة 28,498 دولارًا، أما متوسط دخل العائلة فبلغ 37,021 دولارًا. وكان متوسط دخل الذكور 31,567 دولارًا مقابل 22,313 دولارًا للإناث. وسجل دخل الفرد الخاص بالمدينة 16,710 دولارًا. وكانت نسبة 16.2% من العائلات ونسبة 21.9% من السكان تحت خط الفقر، وكان من هؤلاء نسبة 27.2% تحت سن الثامنة عشر ونسبة 9.5% في الخامسة والستين من العمر وما فوق.

### تعداد عام 2010
بلغ عدد سكان كلاماث فالز 20,840 نسمة بحسب تعداد عام 2010، وبلغ عدد الأسر 8,542 أسرة وعدد العائلات 4,876 عائلة مقيمة في المدينة. في حين سجلت الكثافة السكانية 385.3 نسمة لكل كيلومتر مربع (997.9/ميل2). وبلغ عدد الوحدات السكنية 9,595 وحدة بمتوسط كثافة قدره 177.4 لكل كيلومتر مربع (459.5/ميل2).
وتوزع التركيب العرقي للمدينة بنسبة 83.40% من البيض و1.03% من الأمريكيين الأفارقة و4.30% من الأمريكيين الأصليين و1.63% من الأمريكيين ذوي الأصول الآسيوية و0.12% من سكان جزر المحيط الهادئ و4.48% من الأعراق الأخرى و5.04% من عرقين مختلطين أو أكثر و11.84% من الهسبانيون أو اللاتينيون من أي عرق.
بلغ عدد الأسر 8,542 أسرة كانت نسبة 30.4% منها لديها أطفال تحت سن الثامنة عشر تعيش معهم، وبلغت نسبة الأزواج القاطنين مع بعضهم البعض 38.5% من أصل المجموع الكلي للأسر، ونسبة 13% من الأسر كان لديها معيلات من الإناث دون وجود شريك،  بينما كانت نسبة 5.6% من الأسر لديها معيلون من الذكور دون وجود شريكة وكانت نسبة 42.9% من غير العائلات. تألفت نسبة 32.9% من أصل جميع الأسر من عدة أفراد يعيشون في نفس المنزل ونسبة 11.3% كانت تتألف من شخص يعيش بمفرده يبلغ من العمر 65 عاماً أو أكثر. وبلغ متوسط حجم الأسرة المعيشية 2.35، أما متوسط حجم العائلات فبلغ 2.98.
بلغ العمر الوسطي للسكان 33.6 عاماً. وكانت نسبة 23.6% من القاطنين تحت سن الثامنة عشر، وكانت نسبة 14.7% بين الثامنة عشر والرابعة والعشرين عاماً، ونسبة 25.2% كانت واقعةً في الفئة العمرية ما بين الخامسة والعشرين والرابعة والأربعين عاماً، ونسبة 24.2% كانت ما بين الخامسة والأربعين والرابعة والستين، ونسبة 12.3% كانت ضمن فئة الخامسة والستين عاماً فما فوق. وتوزع التركيب الجنسي للسكان بنسبة 49.3% ذكور و50.7% إناث.